# Vřískot 4
Vřískot 4 (v anglickém originále Scream 4) je americký hororový film z roku 2011, čtvrtý snímek ze stejnojmenné série. Režie se opět ujal Wes Craven.

## Děj
Nyní autorka self-help knihy Sidney Prescottová se vrací do města Woodsboro, aby pořádala turné k její vydané knize. Setká se opět se svými přáteli Gale Weathersovou, Dwightem Rileym a její sestřenicí. Nicméně to pro ní neznamená úplné bezpečí. Ghostface, její věčný nepřítel, začne po městě znovu řádit a noční můra plná krve již po čtvrté nastává. Vrahem může být kdokoliv.

## Obsazení
| Neve Campbell      | Sidney Prescott           |
| David Arquette     | Dewey Riley               |
| Courteney Cox      | Gale Weathersová-Rileyová |
| Emma Roberts       | Jill Robertsová           |
| Hayden Panettiere  | Kirby Reed                |
| Anthony Anderson   | Anthony Perkins           |
| Adam Brody         | Ross Hoss                 |
| Rory Culkin        | Charlie Walker            |
| Mary McDonnellová  | Kate Robertsová           |
| Marley Sheltonová  | Judy Hicksová             |
| Alison Brieová     | Rebecca Waltersová        |
| Marielle Jaffeová  | Olivia Morrisová          |
| Nico Tortorella    | Trevor Sheldon            |
| Erik Knudsen       | Robbie Mercer             |
| Aimee Teegardenová | Jenny Randallová          |
| Britt Robertsonová | Marnie Cooperová          |

Cameo role
| Anna Paquinová   | Rachel  |
| Kristen Bellová  | Chloe   |
| Lucy Hale        | Sherrie |
| Shenae Grimesová | Trudie  |